# Alfabetos de Asia Menor
Los alfabetos de Asia Menor o alfabetos anatolios son un grupo geográfico de alfabetos de escritura lineal, distribuida en la antigüedad dentro de Asia Menor (Anatolia), en las islas del mar Egeo y en las áreas circundantes. Algunos de estos alfabetos son muy similares al griego, como el frigio, mientras otros son altamente diferentes, como el cario. Todos contienen una gran cantidad de letras adicionales que representan sonidos propios. Los alfabetos de Asia Menor provienen, para algunos estudiosos, de adaptaciones del alfabeto griego, mientras que para otros académicos estos alfabetos son modificaciones locales del alfabeto fenicio.
Los alfabetos de Anatolia dejaron de usarse alrededor del siglo IV a. C. con la conquista de Alejandro Magno de la región y el subsiguiente inicio del período helenístico.

## Alfabetos
Se conocen estos alfabetos principalmente a través de epigrafías: 
1. Alfabeto frigio, finales de los siglos 8 y 3 a. C.) en la antigua Frigia (centro y noroeste de Anatolia);
2. Alfabeto misio, una inscripción de Tróade (noroeste de la península);
3. Alfabeto lidio, inscripciones del final 7 - el final del siglo IV a. C. en Lidia, Caria y Egipto;
4. Alfabeto paralidio, una inscripción del siglo VI a. C. de la ciudad lidia de Sardes);
5. Alfabeto cario, con más de 10 variantes locales y cronológicas (en Caria, Egipto, Jonia, así como una inscripción de Atenas) en las inscripciones de principios del siglo VII - principios del siglo III. BC e.;
6. Alfabeto paracario, conocido por varias tabletas de arcilla, aparentemente de Caria, así como por las inscripciones "caroid" de Éfeso, Halketor y Stratonikei de los siglos VII-II. BC e. Quizás esto también incluya el texto sobre el ostracone (fragmento de arcilla) de Diospolis (Pequeño Egipto);
7. Alfabeto licio, registra textos en idioma licio de los siglos V y III. a. C.;
8. Alfabeto sidético, de las ciudades de Side (ciudad) y Seleucia (Pamphylia del sur) se refieren al comienzo del quinto - principios del siglo II a. C.

Es probable que encuentre en estas áreas y otros monumentos registrados por alfabetos hasta ahora desconocidos. Los antiguos textos carios y lidios pueden remontarse al menos a mediados del siglo VII a. C., y al mismo tiempo son muy diferentes de los alfabetos eólicos y jonios vecinos.